# خط أنابيب كركوك-جيحان

مسار خط أنابيب كركوك-جيحان

خط أنابيب كركوك-جيحان هو خط أنابيب لنقل النفط يبلغ طوله 970 كم. ويصل ما بين مدينة كركوك بالعراق وميناء جيحان في تركيا ويعتبر أكبر خط تصدير نفط خام في العراق ابتدأ تشغيله عام 1976. يتكون خط الأنابيب من أنبوبين الأول بقطر 46 بوصة (1,120 مليمتر) والثاني بقطر 40 بوصة (1,020 مليمتر) وتبلغ السعة التصميمية للخط ما بين 500,000 إلى 1,100,000 برميل. ويحتوي خط الأنابيب على عدة محطات ضخ مزودة بعدة مضخات في كل محطة والمحطات هي كالاتي ع.ت.1 - ع.ت.2 - محطة القياس - PS3- PS4-PS5-MT.